# Битва за Фаллуджу (2016)
Третья битва за Фаллуджу или операция под кодовым названием «Борьба с терроризмом» (араб. عملية كسر الإرهاب‎) иракского правительства — военная операция против ИГ, начатая с целью захвата города Фаллуджа и её пригородов, расположенных примерно в 69 километрах к западу от иракской столицы Багдада. Операция началась 22 мая 2016 года, через три месяца после того, как иракские войска начали полную осаду Фаллуджи. 26 июня иракские войска отбили город Фаллуджа, прежде чем отбить оставшийся очаг сопротивления ИГ на западных окраинах Фаллуджи двумя днями позже.

## Обстановка
Фаллуджа стала первым городом, захваченным ИГ в Ираке в январе 2014 года. Иракские войска полностью окружили западный город после того, как они отбили Рамади в феврале 2016 года.
Фаллуджа считалась вторым по значимости оплотом ИГ в Ираке после Мосула.

## Подготовка
Иракская армия опубликовала заявление 22 мая 2016 года где попросила жителей города и пригородов покинуть этот район по охраняемым маршрутам. Иракская армия также заявила, что местные жители, которые не могут двигаться, должны поднять белые флаги на своих крышах.
Шиитский марджа ат-таклид аятолла Систани выпустил инструкции относительно соблюдения моральных принципов при продвижении к суннитскому городу.

## Наступление

### Захват окраин
Хайдер Абади приказал начать операцию рано утром в понедельник, 23 мая. «Иракский флаг будет высоко поднят над землей Фаллуджи», — сказал Абади. 23 мая 2016 года было сообщено, что город Карма был отбит шиитскими ополченцами, принадлежащими к Силам народной мобилизации (или «Хашд Шааби»). Фотографии, опубликованные источником СНМ, показывают, что командующий иранскими Силами «Кудс» Касем Сулеймани и другие командиры СНМ обсуждают стратегию сражения в Фаллудже. В первый же день наступления были отбиты ещё 11 деревень и районов близ Фаллуджи, что вынудило боевиков ИГ отступить вглубь стратегически важного города. Наступление было замедлено из-за обнаружения сотен самодельных взрывных устройств на окраинах города.
23 мая Силы народной мобилизации объявили, что они захватили Карму, расположенную примерно в 16 километрах к северо-востоку от Фаллуджи, в результате чего большая часть территории к востоку от Фаллуджи оказалась под контролем иракского правительства. Они также объявили о захвате городов Харарият, Шахаби и Дуайя и убийстве 40 боевиков ИГ в ходе военной операции. Иракское правительство объявило, что проправительственные боевики захватили деревни Лухайб и Албу-Ханфар 24 мая.
23 мая иракские силы очистили 16 деревень и районов на восточной окраине Фаллуджи. Сюда входили и успехи колонны на северо-востоке, которая заняла деревню Сейар через несколько дней после взятия Кармы. В результате этих столкновений погибли 40 боевиков ИГ. К 25 мая в общей сложности 163 боевика ИГ, 15 гражданских лиц и 35 иракских сил и ополченцев были убиты в столкновениях, которые получили контроль иракской армии над оставшимися районами на юго-востоке, что позволило им создать коридор, который разрезал контролируемую ИГ зону надвое. В течение дня сообщалось, что в ходе боев под Фаллуджей был убит иранский член Басидж. По словам члена комитета обороны Касма Араджи, наступающие войска постоянно укрепляются и «приближаются к восточным воротам Фаллуджи».
27 мая возглавляемая США коалиция нанесла авиаудары по городу и его окрестностям. Авиа- и артиллерийские удары коалиции во главе с США по Фаллудже и её окрестностям привели к гибели 70 боевиков ИГ в Фаллудже, включая главного командира боевиков в этом районе Махера Билави. 28 мая иракская армия объявила о начале операции по взятию центра города Фаллуджа. Иракские ССО были первым подразделением, ворвавшимся в город.
29 мая иракские войска, как сообщается, отразили нападение отряда ИГ на Альбу-Шаджаль, убив «десятки» боевиков. В тот же день иракские войска захватили ключевой мост между Загаридом и Саклавией, чтобы облегчить въезд сил безопасности с Международного шоссе в центр Саклавии.

### Битва в городе
Рано утром 30 мая иракские войска начали входить в город Фаллуджа с трёх направлений и захватили деревню Саклавия. Однако иракские войска столкнулись с очень жестким сопротивлением со стороны сил ИГ внутри города, что замедлило их продвижение. К 31 мая 3000 гражданским удалось бежать из Фаллуджи. Иракские войска вошли в город Фаллуджа через южную деревню Нуамия, войдя в район Шухадаа, по пути к центру города. Иракские войска отбили четырёхчасовую атаку ИГ на юге города Фаллуджа во вторник. Боевики развернули снайперов и шесть автомобилей со взрывчаткой, которые были уничтожены ещё до прибытия иракских войск.
Продвижение иракской армии в Фаллуджу застопорилось в среду, 1 июня, из-за ожесточенного сопротивления боевиков ИГ и озабоченности по поводу защиты десятков тысяч мирных жителей, всё ещё оказавшихся в ловушке внутри стратегического города, заявили официальные лица. По словам Лиз Гранде, заместителя специального представителя Миссии Организации Объединённых Наций по оказанию содействия Ираку, гражданские лица, включая семьи, были перемещены в центр города и использованы ИГ в качестве живого щита. Поскольку операция продолжалась уже вторую неделю, колонны спецназа смогли лишь немного продвинуться вперед по пыльной южной окраине города, когда несколько авиаударов подняли клубы белого дыма над скоплениями низких зданий на окраинах плотной городской застройки.
Информационное агентство Fars сообщило, что в связи с наступлением командиры ИГ перевезли наличные деньги и драгоценности на сумму 8 миллионов долларов США из Фаллуджи в более безопасный район Мосула.
2 июня командующий операциями в Фаллудже генерал-лейтенант Абдель Вахаб Саади сообщил о дальнейшем продвижении иракских сил и убийстве 50 членов ИГ в районах Шухада и Нуаймия в южной части Фаллуджи. Кроме того, 12 боевиков ИГ были убиты, а четыре автомобиля и миномётный расчёт уничтожены авиацией международной коалиции в районе Фалахата к западу от Фаллуджи.
3 июня иракские войска вошли в южный район Фаллуджи. «Силы безопасности продвинулись от района Наймия к Шухаде», — сказал AFP генерал-лейтенант Абдель Вахаб Саади, общий командующий операцией. В тот же день шиитские ополченцы обнаружили 6-километровый туннель в Саклавии, соединяющий город с Фаллуджей, который использовался боевиками ИГ для сдерживания наступления и укрытия от авиаударов.
4 июня иракские войска захватили город Саклавия и взяли штурмом один из районов в южной части Фаллуджи. Авиаудар коалиции уничтожил всех боевиков ИГ, пытавшихся бежать из Саклавии на плоту. Согласно сообщениям, во время захвата Саклавии было убито 70 террористов ИГ, в том числе несколько иностранных боевиков.
К 5 июня иракские войска заняли южную окраину Фаллуджи, захватив район Наймия. Один из лидеров отрядов Сил народной мобилизации заявил, что часть западного берега реки Евфрат — единственный район на окраине Фаллуджи, который не был взят под контроль проправительственными силами.
8 июня иракские войска захватили район Шухада Танья. В тот день в ходе боев были ранены пять сотрудников иракских спецслужб. Операция по захвату окраинного района прошла быстро и вынудила боевиков «Исламского государства» отступить в самое сердце города, — сообщил представитель пресс-службы Сабах Номан государственному телевидению. Правительственные войска перегруппировываются перед началом следующего наступления, — добавил он.
10 июня элитная контртеррористическая служба Ирака, по сообщениям, продвинулась в пределах трёх километров от центра Фаллуджи и укрепила позиции на юге города.
11 июня ИГ атаковало военные казармы к востоку от Фаллуджи. В результате нападения были убиты пятьдесят членов иракских военных и союзных им шиитских военизированных формирований, а также 12 членов ИГ. Тем временем правительственные войска достигли улицы 40, расположенной в 3,2 км от центра города Фаллуджа.
Правительственный штаб в Фаллудже была захвачена иракскими войсками 17 июня, после того как они быстро отбили несколько кварталов города. В ходе боя они практически не встретили сопротивления со стороны боевиков ИГ. Командующий операцией генерал-лейтенант Абдул Вахаб Саади заявил, что иракские войска контролируют 70 % города. Вечером 17 июня иракская армия сообщила по государственному телевидению, что Фаллуджа полностью освобождена, хотя командующий силами специального назначения сообщил, что 80 % города отбито, а боевики ИГ сосредоточены в четырех северных районах. Бои всё ещё продолжались в соседней центральной больнице. По государственному телевидению Ирака премьер-министр Хайдер Абади поздравил войска с победой.
Центральный госпиталь был захвачен иракскими войсками 18 июня.
В период с 18 по 19 июня поступали также сообщения о том, что оставшиеся силы ИГ в Фаллудже начинают сдаваться. 19 июня, сообщалось, что 50 боевиков ИГ были убиты в результате авиаударов коалиции, а ещё 15 — в столкновениях с иракскими силами. Кроме того, за последние два дня погибло более 300 солдат.
Позже, 21 июня, американский командующий заявил, что иракские войска очистили от боевиков ИГ только 30 % Фаллуджи, а в других районах бои всё ещё продолжаются. К 21 июня иракские войска захватили полицейский округ Шурта и военный округ Аскари. В результате захвата этих районов под контролем ИГ остались только районы Голан и Джугаифи, а также отдаленная часть Фаллуджи на Западном берегу реки Евфрат. Бригадный генерал Хайдер Обейди сообщил агентству Ассошиэйтед Пресс, что в ходе операции было убито 2500 боевиков, а районы Шурта и Джугаифи были захвачены иракскими войсками к 22 июня.
23 июня Обейди заявил, что иракские войска контролируют 90 % города. Столкновения с ИГ все ещё продолжались, поскольку иракские войска в течение дня не продвинулись существенно вперёд. ИГ контролировало только окрестности Голан и несколько разрозненных очагов. Сообщалось, что последние боевики ИГ находятся в районах Джолан и Аль-Муалемин. Район Аль-Муалемин был полностью захвачен и очищен от боевиков ИГ 25 июня. Иракские войска также подняли иракский флаг на захваченном ими медицинском центре в районе Джолан.
26 июня иракские войска отбили остальную часть Фаллуджи, причем иракский командующий заявил, что весь город находится под контролем Ирака, и объявил операцию завершённой.
Представитель объединённого оперативного командования подтвердил полный захват города и добавил, что продолжаются бои против очагов сопротивления ИГ к северо-западу от Фаллуджи. Премьер-министр Ирака Хайдер Абади посетил Фаллуджу после её захвата. В телевизионном обращении Абади появился перед главным госпиталем Фаллуджи, размахивая иракским флагом, и призвал иракцев отпраздновать День освобождения Фаллуджи от ИГ.
В понедельник, 27 июня, иракская армия продвинулась на западные окраины Фаллуджи, чтобы ликвидировать боевиков «Исламского государства», скрывающихся на сельскохозяйственных угодьях к западу от Фаллуджи, чтобы не дать им начать контратакоквать город через день после того, как Багдад объявил там победу над ИГ. При поддержке авиаударов коалиции во главе с США иракская артиллерия обстреляла цели, поскольку войска приблизились к 150 боевикам в районах вдоль южного берега реки Евфрат полковник Ахмед Саиди, который участвовал в наступлении в понедельник, сказал, что наземные силы двигались осторожно, чтобы избежать срабатывания придорожных бомб, заложенных ИГ. «У них [засевших боевиков] есть два варианта: либо они сдаются, либо их убивают. Мы хотим помешать им перевести дух и атаковать наши силы с помощью автомобильных бомб». Рано утром 28 июня иракское правительство сообщило, что 80 % районов Халабиса, Албу-Алван и Албу-Герат были отбиты. Позже в тот же день иракская армия захватила районы Халабиса и Албу-Алван, полностью вернув себе западные пригороды Фаллуджи.
29 июня иракские самолёты нанесли удар по колонне боевиков и их сторонников, бежавших из деревень Фаллуджи под прикрытием пыльной бури. Иракские ВВС утверждали, что в результате авиаударов было уничтожено около 426 автомобилей, перевозивших до 2000 боевиков.
Позже в тот же день ВВС США нанесли авиаудары по отступающим автоколоннам ИГ на окраине Фаллуджи, убив по меньшей мере 250 боевиков и уничтожив 40 автомобилей. Всего за день было убито 348 боевиков и уничтожено более 200 единиц техники.

## Военные преступления
Организация Объединённых Наций предупредила о «крайне тревожных, заслуживающих доверия сообщениях» о том, что иракские мужчины и мальчики, бежавшие из Фаллуджи, были подвергнуты пыткам, а некоторые убиты силами, освободившими их от «Исламского государства».